# Сёмина, Дина Афанасьевна
Дина Афанасьевна Сёмина (1932 — ?) — машинист вращающихся печей Брянского цементного завода, Герой Социалистического Труда (1976). Член КПСС с 1965 года.
Родилась в д. Боровка Дятьковского района (ныне в черте города Фокино Брянской области).
В 1942—1945 вместе с матерью находилась на принудительных работах в Германии.
Вернувшись домой, окончила 4 школьных класса и в 1949 г. поступила работать на Брянский цементный завод (г. Фокино) шламовщицей, затем выучилась на машиниста вращающихся печей. В 1952 г. стала первой на заводе женщиной — машинистом 150-метровой вращающейся печи. После перехода с молотого угля на природный газ быстро освоила новую технику — циклоидные теплообменники, горелки и др., и вскоре взялась обслуживать одновременно два печных агрегата.
По итогам работы в 8-й пятилетке награждена орденом Ленина (1971).
Свои личные обязательства девятой пятилетки (1971—1975 гг.) выполнила 15 декабря 1975 г. выработала 18800 тонн высококачественного клинкера (в том числе 5000 тонн сверх плана), сэкономила 600 тысяч кубометров газа.
Герой Социалистического Труда (1976).
На 10-ю пятилетку приняла повышенные соцобязательства и выполнила их досрочно.
Трудилась в цехе обжига до 1991 года (после выхода на пенсию с 1987 г. работала штамповщицей).